# ヴァレー駅
ヴァリー駅(英語:Valley station)はイギリスウェールズ、アングルシー島ヴァリーにある鉄道駅である。この駅はノース・ウェールズ・コースト線の終点であるホーリーヘッド駅の西側ターミナルの最後の駅である。

## 隣の駅
ナショナル・レール
■アリーヴァ・トレインズ・ウェールズ
ノース・ウェールズ・コースト線
ロスナイグル駅 - ヴァリー駅 - ホーリーヘッド駅